# Дёмин, Вячеслав Витальевич
Вячеслав Витальевич Дёмин (5 сентября 1968, Псков) — советский и российский футболист, полузащитник.

## Карьера
Футбольную карьеру начал в 1990 году в клубе «Машиностроитель» Псков из второй лиги. В 1992 году перешёл в выступавший в высшей лиге санкт-петербургский «Зенит», за который сыграл 10 игр. В том же году провёл за латвийский РАФ Елгава 2 игры. Затем выступал за «КАМАЗ» Набережные Челны (1993), «Текстильщик» Камышин (1993—1994), «Сатурн» Раменское (1995), «Шинник» Ярославль (1995), «Спартак» Брянск (1996—1997), «Машиностроитель» / «Псков» (1997—1998), «Динамо» Вологда (1999), «Спартак» Кострома (2000).